# Брезолупы (район Бановце-над-Бебравоу)
Брезолупы (словац. Březolupy, венг. Březolupy) — деревня в Тренчинском крае на северо-западе Словакии в районе Бановце-над-Бебравоу.
Центр деревни находится на высоте 359 м над уровнем моря и в десяти километрах западнее от центра города Угерске-Градиште и 12 км южнее г. Злин.
Площадь — 15,8 км². Население — 1723 жителей (на 31 декабря 2023 года). Плотность — 110 чел./кв.км.

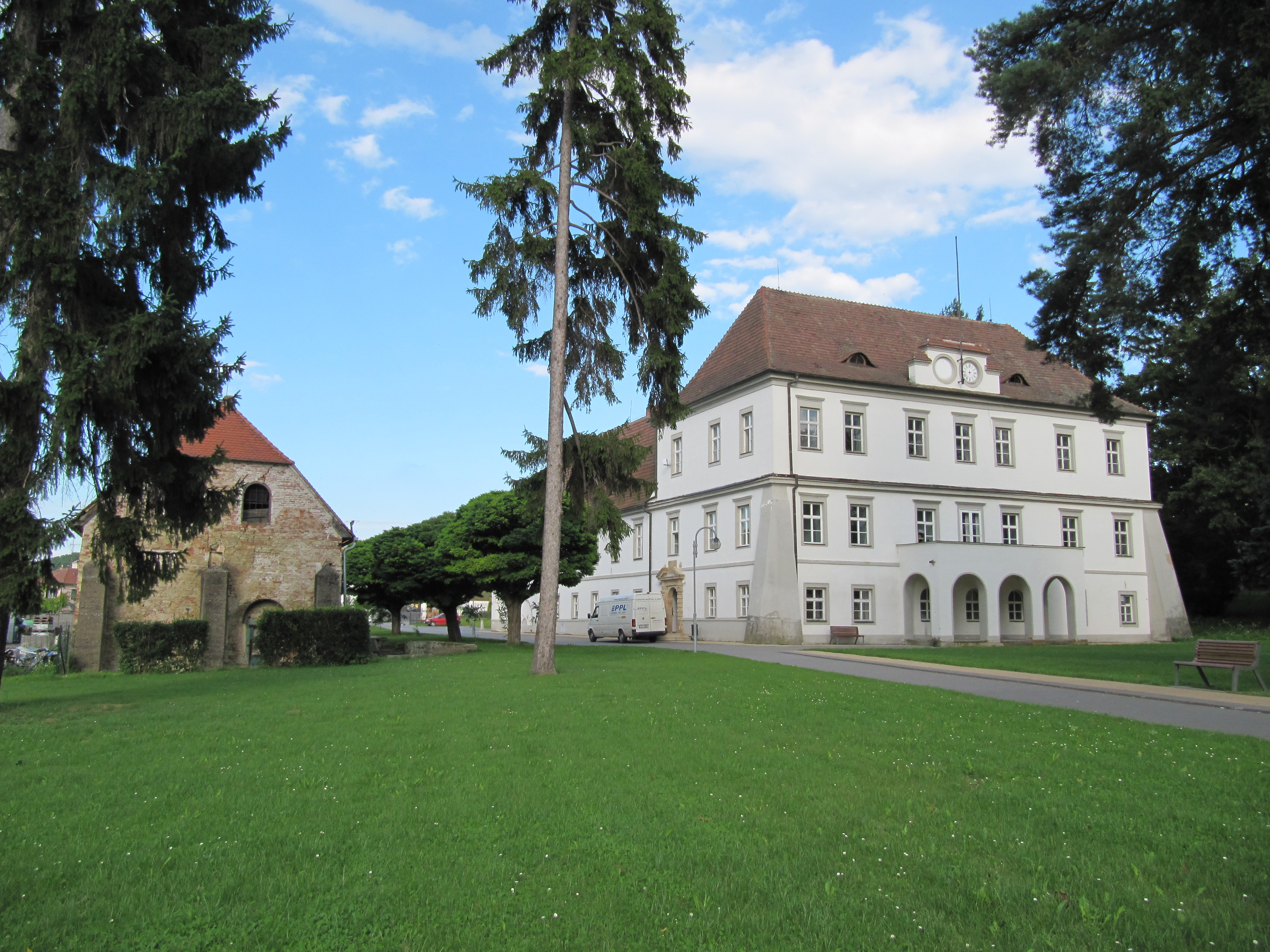
Замок

Впервые упоминается в 1261 году.
Имеется мотоциклетный трек.